# كيث رايت (لاعب كرة قدم أمريكية أمريكي)
كيث رايت (بالإنجليزية: Keith Wright)‏ هو لاعب كرة قدم أمريكية أمريكي، ولد في 30 يناير 1956 في مرسيدس في الولايات المتحدة.

## وصلات خارجية
- كيث رايت (لاعب كرة قدم أمريكية أمريكي) على موقع مرجع كرة القدم المحترفة.كوم (الإنجليزية)